# Tentetieso

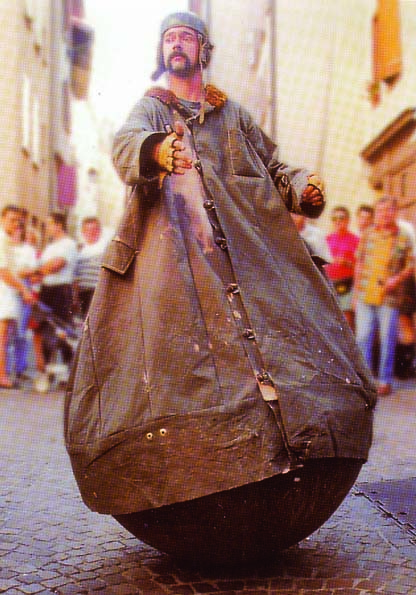
Imagen de un tentetieso.

Un tentetieso, tentempié, siempretieso, dominguillo, matihuelo, porfiado, mono porfiado o muñeco porfiado es un muñeco con una base semiesférica que actúa de contrapeso, de modo que tras golpearlo siempre vuelve a su posición inicial.
El tentetieso es un juguete muy popular entre los bebés, para los que se ofrece en formas y colores llamativos. Al efecto sensorial provocado por su suave movimiento, algunos añaden el de un mecanismo musical en su interior que se activa al balancearse.